# Susie Castillo
Susie Cintron Castillo (Methuen, 27 ottobre 1979) è una modella statunitense incoronata Miss USA 2003.

## Biografia
Nata e cresciuta a Methuen (nel Massachusetts) da padre dominicano e da madre portoricana, che divorziarono quando non era che una bambina, Susie Castillo inizia a lavorare come modella già all'età di sedici anni e nel novembre 1997 vince il concorso di bellezza Miss Massachusetts Teen USA 1998. Nel novembre 2002, la Castillo partecipa a Miss Massachusetts, vincendo il titolo, ed ottenendo il diritto di partecipare a Miss USA. Il 24 marzo 2003 Susie Castillo vince il titolo di Miss USA, diventando la seconda rappresentante del Massachusetts a vincere il titolo. Grazie alla vittoria Susie Castillo partecipa anche a Miss Universo 2003 in rappresentanza degli Stati Uniti, ma si classifica soltanto tredicesima.
Dopo la vittoria di Miss USA, Susie Castillo ha preso parte a numerose trasmissioni televisive. In particolar modo è stata una delle veejay regolari di TRL e di MTV Tr3s ruolo ricoperto fino al 2010. In seguito si è dedicata alla carriera di attrice e modella. Nel 2007 è portavoce di Neutrogena. mentre nel 2008 torna a lavorare in televisione conducendo il reality show di ABC, America's Prom Queen. Nel 2009 ha invece condotto Superstars of Dance su NBC insieme a Michael Flatley, mentre nel 2010 School Pride sempre su NBC. Ultimamente partecipa a film televisivi e ha ripartecipato nel 2012 a Miss USA.

## Filmografia

### Programmi TV
- The Swan presentatrice 2puntate 2003
- MTV Spring Break:Cancun presentatrice 2005
- Underworld Evolution TV presentatrice 2006
- Movie Show Première presentatrice 4puntate 2006
- MTV New Year 2007 presentatrice 2007
- Road Rules presentatrice 2007
- Real World.Rules Challenge presentatrice 2007
- The Real World presentatrice 2007
- America's Prom Queen presentatrice 2008
- Today's Cafè presentatrice 2008
- Superstars of Dance presentatrice 2009
- School Pride presentatrice 2010
- Democracy presentatrice 2010
- Democracy Now presentatrice 2010
- Cafè Morning presentatrice 2011
- Miss Usa giudice 2012
- Cafè Morning presentatrice 2013

### Cinema
- Underdog, regia di Frederik Du Chau (2007)
- The Heartbreaker, regia di Robert Carminaty (2011)
- More Than Stars, regia di David Thayer (2013)
- Electric Side, regia di Tristan Patterson (2013)

### Televisione
- Tutto in famiglia (My Wife and Kids) - serie TV, episodio 5x04 (2004-2005) - Sharon
- House of Payne – serie TV, 11 episodi (2008-2009) - Mercedes Hernandez
- Castle - serie TV, episodio 4x08 (2011)